# Западни Мойстир
Западни Мойстир (на сръбски: Западни Мојстир) е село в Сърбия, разположено в община Тутин, Рашки окръг. Намира се на 979 метра надморска височина. Населението му според преброяването през 2011 г. е 446 души. При преброяването на населението през 2002 г. има 505 жители, от тях 499 (98,81 %) бошняци, 4 (0,79 %) сърби, 1 (0,19 %) не се е самоопределил и 1 (0,19 %) неизвестен.

## Население
Численост на населението според преброяванията през годините:
- 1948 – 601 души
- 1953 – 641 души
- 1961 – 588 души
- 1971 – 733 души
- 1981 – 637 души
- 1991 – 562 души
- 2002 – 505 души
- 2011 – 446 души